# استیو اوآنار
استیو اوآنار (فرانسوی: Steve Houanard‎؛ زادهٔ ۲ آوریل ۱۹۸۶) دوچرخه‌سوار اهل فرانسه است.